# Skopolamin
Skopolamin, znan tudi kot hioscin, je tropanski alkaloid z antagonističnim delovanjem na muskarinskih receptorjih. Pridobljen je iz rastlin iz družine razhudnikovk (Solanaceae), kot sta črni zobnik ali navadni kristavec, pri katerih predstavlja sekundarni presnovek.
Spojina je visoko toksična in naj bi se jo uporabljalo v minimalnih odmerkih. Pri zdravljenju potovalne bolezni je odmerek, ki se sprošča iz transdermalnega obliža le 330 mikrogramov (µg) na dan. Preodmerjanje lahko povzroči delirij, halucinacije, paralizo, otopelost in smrt.

## Poimenovanje
Skopolamin je poimenovan po rodu rastlin Scopolia, ta pa po odkritelju, idrijskem zdravniku Scopoliju. Ime hioscin pa prihaja iz latinskega imena za črni zobnik, Hyoscyamus niger.

## Delovanje
Skopolamin deluje kot kompetitivni antagonist na specifičnih muskarinskih acetilholinskih receptorjih, predvsem receptorjih M1, zaradi česar ga uvrščamo med antiholinergike oz. antimuskarinike.

## Uporaba v zdravstvu
Skopolamin se uporablja pri zdravljenju slabosti in potovalne bolezni, krčev prebavnega trakta ter v oftalmologiji. Pogosto se uporablja tudi kot pomirjevalo in kot dodatek opioidnim analgetikom za ojačanje njihovega analgetičnega učinka. Manj pogosto pa kot predanestetično sredstvo in pri nekaterih oblikah parkinsonizma.

### Slabost
Za preprečevanje pooperativne slabosti se uporabljajo transdermalni obliži s skopolaminom.

### Uporaba v oftalmologiji
V oftalmologiji se skopolamin uporablja za razširitev zenice, saj začasno paralizira zenični refleks in tako povzroči midriazo (razširitev zenice).

### Raziskave spomina
Zaradi svojih antiholinergičnih učinkov skopolamin prepreči aktivacijo struktur medialnega senčnega režnja za nove dražljaje, medtem ko deluje delovni spomin.

### Zasvojenost z nikotinom
Proučuje se možna uporaba skopolamina, samega ali v kombinaciji, kot možno sredstvo za pomoč pri odvajanju od kajenja oz. nikotinske odvisnosti. Mehanizem, po katerem naj bi skopolamin blažil odtegnitvene simptome, se razlikuje od mehanizma klonidina, kar pomeni, da bi lahko učinkovini uporabili hkrati brez nevarnosti, da bi ena izničila ali ojačala delovanje druge.

### Ostale možnosti uporabe
Zaradi svojega depresornega učinkovanja na osrednji živčni sistem se je nekoč uporabljal kot uspavalo in anestetik; povzroča tudi težave s spominom, podobno kot diazepam.
V otorinolaringologiji se uporablja za izsušitev zgornjih dihalnih poti pred kirurškimi posegi.
Skopolamin zmanjša simptome depresije po nekaj dnevih jemanja; izboljšanje traja še vsaj teden dni po preusmeritvi na placebo.
Potapljači ga uporabljajo za preprečevanje morske slabosti.

### Načini aplikacije
Skopolamin lahko apliciramo kot transdermalni obliž[4], peroralno, subkutano, v oko ali intravensko. V transdermalnem obližu za preprečevanje slabosti je skopolamin v neionizirani obliki, peroralna, očesna in intravenska oblika pa so kot skopolamin hidrobromid.

## Rekreacijska raba
Skopolamin, kakor večina antiholinergikov, ki prehajajo krvno-možgansko pregrado, kot so difenhidramin, diciklomin, triheksifenidil in podobne učinkovine, povzroča evforijo že v terapevtskih odmerkih in ojača delovanje morfina, metadona, hidromorfona, oksikodona in ostalih opioidov.
Evforija je posledica spremenjenih koncentracij in deležev dopamina in acetilholina, ki so povezani z deli kemijske strukture spojin in nekaterih drugih, znanih ali neznanih, faktorjev. Podobni učinkovini – atropin in hiosciamin ne povzročata evforije, ostale naštete spojine pa jo.
Pripravki iz rastlin rodu Datura in Belladonna vsebujejo nevarno visoke odmerke skopolamina, ki povzročajo delirij in halucinacije. Le-te delujejo zelo resnično in ustvarijo percepcijo novega sveta, polnega blaznosti in nasilne energije. Halucinacije, povzročene s skopolaminom in njemu podobnimi antiholinergiki, se zelo razlikujejo od halucinacij, povzročenih z antiholinergiki fenetilaminskega tipa. Prevelik odmerek skopolamina je lahko kmalu smrten, pri ostalih, bolj uporabljenih halucinogenih, pa ni. Zaradi tega se antihollinergiki redko rabijo kot halucinogeni.

## Možna uporaba pri zasliševanju
Uporaba skopolamina seruma resnice je bila raziskovana v 50. letih 20. stoletja pri različnih obveščevalnih agencijah.

## Uporaba pri zločinih
Skopolamin se uporablja (zlorablja) pod imenom burundanga, »pragozdna oblika Rohypnola«, v Venezueli in na Tajskem z namenom omamiti in okrasti turiste. 
V zadnjih letih je postala zloraba skopolamina epidemična. Približno polovica urgentnih primerov zastrupitev v Bogoti (Kolumbija) je zastrupljencev s skopolaminom [7].
Žrtve so sprejete v bolnišnice v spremstvu policije, z domnevo, da pacient preživlja psihotično epizodo. Spremljajoči znak je povišana telesna temperatura in odsotnost znojenja.
Skopolamin se uporablja (zlorablja) kot mamilo pri posilstvih in pripomoček pri tatvinah [8]. Žrtvam storilci najpogosteje skopolamin kar vsipajo v pijačo [9]. Povzroči izgubo spomina oz. nezmožnost priklica spomina iz obdobja po zaužitju droge oz. zastrupitvi z njo.

### Stranski učinki
Resni zapleti:
- depresija dihanja
- angioedem
- multiformni eritem
- Stevens-Johnsonov sindrom

Pogosti zapleti:
- kserostomija (suha usta)
- zadrževanje seča
- meglen vid
- midriaza
- izguba okusa
- glavobol
- živčnost
- zaspanost
- šibkost
- omotičnost
- nespečnost
- slabost
- bruhanje
- impotenca
- zaprtje
- bolečine mišic in kosti
- anafilaksija [10]

Ob nastopu kateregakoli od spodaj naštetih stranskih učinkov je potrebno prenehati jemanje alkaloidov atropinskega tipa in fenobarbitalov ter poiskati ustrezno zdravstveno pomoč:
- alergijska reakcija (težave z dihanjem; zaprtjem grla; otečene ustnice, jezik ali obraz; izpuščaji);
- aritmija ali tahikardija;
- bolečine v očesu [11].

Pogosti stranski učinki so povezani z antiholinergičnim delovanjem na parasimpatične postsinaptične receptorje: suha usta, grlo, nos, ob prekomernih odmerkih oslabljen govor, ki se lahko stopnjuje do mrmranja, podobnega glasovom rakuna; žeja, zamegljen vid in občutljivost na svetlobo, zaprtje, težave pri uriniranju in tahikardija. Ostali stranski učinki: pordelost, povišana temperatura, razburjenje, nemirnost, halucinacije, delirij, sploh pri višjih odmerkih. Našteti stranski učinki nastopijo ob peroralni ali parenteralni aplikaciji učinkovine, ne pa ob topični ali okularni uporabi. Ekstremni zaplet ob zaužitju zelo visokih odmerkov skopolamina in sorodnih drog je začasna slepota, ki lahko traja do 72 ur.
Vročina in izsušitev zaradi skopolamina lahko prisilita uporabnike tega mamila, da se poskušajo ohladiti v različnih vodnih zajetjih in se tam utopijo.
Stranski učinki skopolamina se lahko zamenjajo za simptome raka zaradi prisotne slabosti in različno velikih zenic (anizokorija) kot posledice možganskih tumorjev. Anizokorija, povzročena s skopolaminom, izgine v treh dneh.
Uporaba pri potapljanju z namenom preprečiti morsko bolezen je privedla do odkritja še enega zapleta. Pri globini 15-18 metrov pod morsko gladino so nekateri potapljači začutili bolečino v očeh, ki je izginila, ko so se dvignili na globino približno 12 metrov ali manj. Midriatiki (zdravila, ki širijo zenico) lahko izzovejo napad glavkoma pri občutljivih pacientih, zato je priporočeno previdno jemanje takih zdravil, sploh pri potapljačih, ki se nameravajo spustiti pod 15 metrov.

### Interakcije z ostalimi zdravili
Ob souporabi morfina povzroči amnezijo (izgubo spomina) in pomirjeno stanje znano kot »polzavestno spanje« (angl. twilight sleep). Kombinacija, ki se je prvotno uporabljala v porodništvu, zdaj velja kot nevarna za te namene za oba, mater in otroka.

## Zgodovina
Skopolamin je bil v 50-ih in 60-ih let 20. stoletja ena od aktivnih učinkovin v zdravilu brez recepta za zdravljenje astme in bronhitisa. V letih od 1940 do 1960 se je skopolamin uporabljal v pripravku za »polzavestno spanje«, ki je izbrisal spomin na bolečino ob popadkih. Pogosto se je to odražalo kot neke vrste psihoza, ki so ji sledili posttravmatskim podobni spomini pri porodnicah. Skopolamin je bil sestavina tudi nekaterih uspaval brez recepta.